# 1952 en Colombie-Britannique
Chronologie de la Colombie-Britannique
- 1948
- 1949
- 1950
- 1951
- 1952
- 1953
- 1954
- 1955
- 1956

Cette page concerne des événements qui se sont produits durant l'année 1952 dans la province canadienne de Colombie-Britannique.

## Politique
- Premier ministre : Byron Ingemar Johnson puis W.A.C. Bennett.
- Chef de l'Opposition : Harold Winch du Parti social démocratique du Canada puis Herbert Anscomb[1] du Parti conservateur de la Colombie-Britannique  et de nouveau Harold Winch
- Lieutenant-gouverneur : Clarence Wallace
- Législature :

## Événements
- Construction du barrage Kenney Dam sur la rivière Nechako en Colombie-Britannique, créant ainsi le vaste réservoir Nechako.

- 12 juin : élection générale britanno-colombienne. W.A.C. Bennett dirigé par le Parti Crédit social de la Colombie-Britannique remporte le pouvoir.

## Naissances

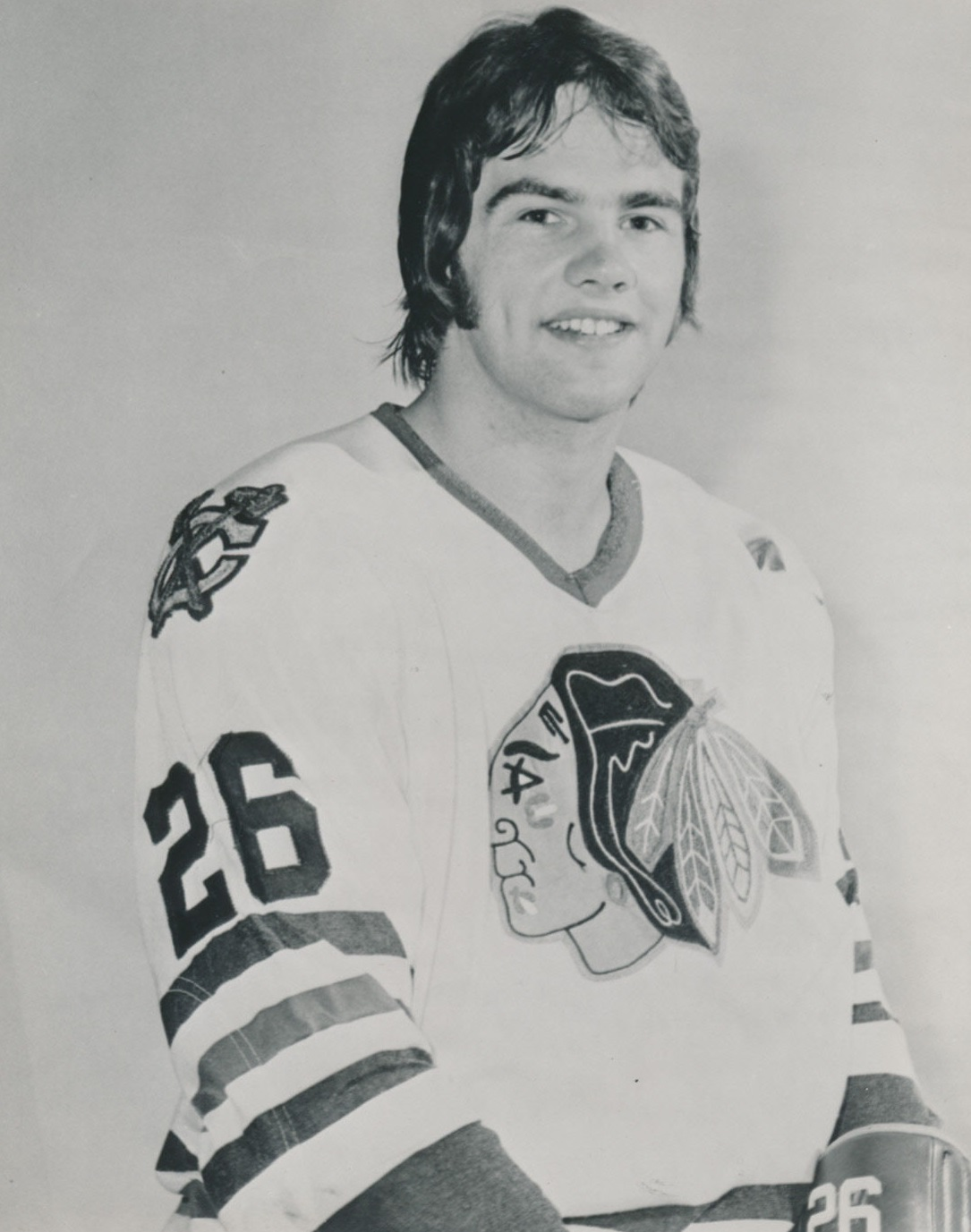
Gary Donaldson en 1973.

- 15 juillet à Trail : Gary Donaldson ,  joueur professionnel canadien de hockey sur glace.